# Apio Claudio el Ciego

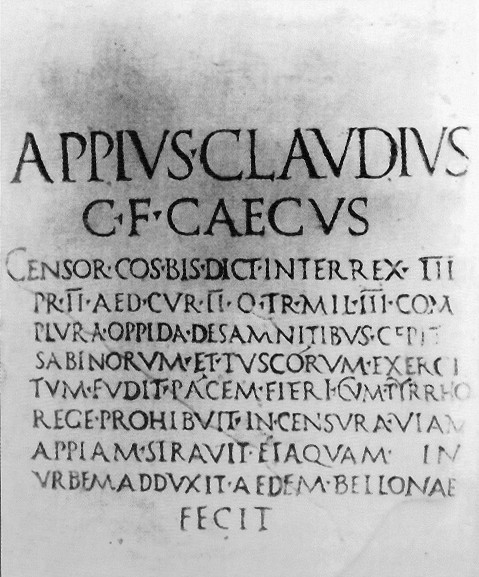
Placa conmemorativa de Apio Claudio el Censor. Museo della Civiltà. Roma.

Apio Claudio el Ciego  fue un político y militar romano de la época anterior a las guerras púnicas que ocupó las más altas magistraturas del Estado romano. Es conocido por su censura del año 312 a. C., que le valió el sobrenombre de «Censor» por el que también es conocido, y su negativa a pactar con el invasor epirota Pirro. Era hijo del dictador Cayo Claudio Craso y aunque se discutía en sentido afirmativo si su ceguera era real entre los antiguos, lo casi seguro es que no se quedó ciego antes de su vejez. La historia sobre su ceguera ha sido transmitida por Tito Livio.

## Actividad como censor
Fue dos veces edil curul, y en el año 312 a. C. fue elegido censor con Cayo Plaucio Deciano, sin haber sido previamente cónsul. 
En su magistratura apoyó a las clases bajas y a la burguesía comercial, permitiendo a ciudadanos ricos, e incluso a los hijos de los libertos (este término se refiere a hombres libres pertenecientes a la aristocracia de otras ciudades itálicas y no a individuos esclavos que adquieren la libertad), entrar en el Senado. Durante la segunda guerra samnita, promovió la fundación de colonias en el Lacio y la Campania, a fin de que sirviesen de bastiones contra samnitas y etruscos.
Quiso formar en el Senado un partido del pueblo subordinado a él para facilitar la aprobación de sus ambiciosos proyectos. Por eso llenó las vacantes en esta institución con un gran número de hombres del pueblo bajo, incluso hijos de libertos. Su lista, sin embargo, se dejó de lado al año siguiente, en el que C. Plautius renunció y Apio continuó en su cargo como único censor. 
Luego procedió a elaborar las listas de las tribus e inscribió en ellas a todos los libertos, a quienes distribuyó entre todas ellas de modo que su influencia pudiese controlarlas todas.
Pero el monumento más duradero de su censura (debido a que sus innovaciones políticas fueron en gran parte anuladas por Q. Fabio Máximo) fue proyectar e iniciar la construcción de una carretera hacia Capua (la llamada en su memoria Vía Apia) y completar la del acueducto Aqua Appia.
Niebuhr conjetura, con cierta probabilidad, que para costear tantas obras públicas debió haber vendido gran parte de las tierras públicas o comunales. 
Consiguió reservar la elaboración de las listas senatoriales a los censores, lo que antes hacían los cónsules, y mandó publicar por medio de su cliente, el edil Cneo Flavio, los Fasti, o calendario judicial, cometido hasta entonces reservado a los pontífices, así como los procedimientos de acción judicial, legis actiones (Ius Flavianum).
Mantuvo su censura cuatro años.

## Otros cargos públicos
En 307 a. C. fue elegido cónsul después de renunciar a su censura, que en vano había tratado de mantener, y no salió de Roma con el fin de fortalecer sus intereses. 
Al año siguiente se opuso vigorosamente a la Ley Ogulnia que pretendía abrir las magistraturas de pontífice y augur a los plebeyos. En 298 a. C. fue nombrado interrex (un cargo que ocupó tres veces), y al principio se negó a recibir los votos para un candidato plebeyo.
En 296 a. C. fue elegido cónsul por segunda vez y dirigió sus tropas a Samnio con cierto éxito. De Samnio condujo a sus fuerzas a Etruria, y tras haber sido liberado de una situación peligrosa por su colega Volumnio, los ejércitos combinados lograron una victoria decisiva sobre etruscos y samnitas. En esta batalla prometió un templo a Bellona, que luego en efecto le dedicó. 
Al año siguiente continuó en el mando como pretor, pero fue enviado de vuelta a Roma por el cónsul Fabio. Posteriormente, junto a  Volumnio, obtuvo una victoria sobre los samnitas.
En 287 a. C. o 286 a. C. ejerció de dictador. Se desconoce el año exacto.
En su vejez, cuando Cineas fue enviado por Pirro a proponer la paz, Apio, ya completamente ciego, se presentó en el Senado (280 a. C.) y con su discurso logró que este rechazase las condiciones ofrecidas. Este discurso se conservaba aún en el tiempo de Cicerón.
Dejó cuatro hijos y cinco hijas.

## Actividad literaria
A finales del siglo IV a. C. tuvo la iniciativa de redactar la primera obra jurídica escrita en latín, De usurpationibus, probablemente sobre la interrupción de un derecho "prescrito", usucapio, obra que también se puede considerar la primera obra literaria romana, si se descartan como tales los escritos anteriores pertenecientes a la Ley de las XII Tablas y los Anales de los pontífices.
Compuso una serie de sententiae, aforismos de influencia pitagórica en versos saturnios, de los que sólo unos pocos han llegado hasta nosotros. Entre ellos se cuenta el famoso: faber est suae quisque fortunae (probablemente en forma de saturnio, «escit suas quisque faber fortunas / cada uno es artífice de su propia fortuna»). En cuestiones puramente lingüísticas, fue el primero en introducir oficialmente en los nombres de familia la escritura de r en vez de s intervocálica (Valerii en vez de Valesii, etc.) y con ello puso fin al cambio del sonido del latín preliterario, consolidando el rotacismo.